# Mascarenhasia rubra
Mascarenhasia rubra är en oleanderväxtart som beskrevs av Jumelle och Perrier. Mascarenhasia rubra ingår i släktet Mascarenhasia och familjen oleanderväxter. Inga underarter finns listade i Catalogue of Life.